# Карагандинска област
Карагандинска област (каз. Қарағанды облысы, рус. Карагандинская область) се налази у средишњем делу Казахстана. Главни град области је Караганди (или Караганда). Број становника области је 1.363.638.

## Историја
Област је била место интезивне експлоатације угља током совјетске ере, али и стециште неколико кампова за присилни рад Немаца у периоду после Другог светског рата.